# Позоришни редитељ
Позоришни редитељ (или позоришни режисер) је ауторска личност која креативно осмишљава, води и координира процес постављања позоришне представе на сцену. Он је одговоран за уметничку интерпретацију драмског текста или другог предлошка (нпр. оперског либрета, мјузикла), рад са глумцима и целокупном уметничком и техничком екипом, како би се остварила јединствена сценска визија.

## Улога и одговорности
Улога позоришног редитеља је сложена и обухвата различите фазе стварања представе:

### Претпродукција (Припремна фаза)
- Анализа и интерпретација текста: Дубинско проучавање драмског текста, разумевање његових тема, идеја, ликова и структуре.
- Развој редитељског концепта: Формулисање основне уметничке идеје и приступа представи (нпр. стил, атмосфера, кључне поруке).
- Кастинг (одабир глумаца): Одабир глумаца за улоге у представи.
- Сарадња са ауторским тимом: Блиска сарадња са драматургом (ако је ангажован), сценографом, костимографом, композитором сценске музике, дизајнером светла и другим сарадницима на осмишљавању свих визуелних и аудитивних аспеката представе.[4]
- Планирање проба: Израда плана проба и организација рада.

### Пробе
Ово је кључна фаза у којој редитељ ради директно са глумцима и осталим учесницима:
- Читајуће пробе: Анализа текста са глумцима, дискусија о ликовима и односима.
- Постављање сцена (мизансцен): Одређивање кретања глумаца на сцени, њихових међусобних односа у простору и аранжирање сценских радњи.[5]
- Рад на ликовима: Помагање глумцима да развију своје улоге, пронађу мотивацију и остваре уверљиве интерпретације.
- Увежбавање представе: Повезивање сцена, рад на ритму, темпу и целокупној динамици представе.

### Техничке пробе и премијера
У завршној фази, редитељ усклађује све елементе представе:
- Техничке пробе: Интегрисање сценографије, костима, светла, звука и музике са глумачком игром.
- Генералне пробе: Извођење представе у целини, са свим техничким елементима.
- Претпремијера и премијера: Након премијере, редитељев активни ангажман на представи се обично завршава, а даље извођење представе преузима инспицијент или сценски менаџер.

## Редитељски концепт и интерпретација
Позоришни редитељ није само технички реализатор текста, већ уметник који драмском делу даје своје тумачење и визуелни идентитет. Редитељски концепт представља основну идеју или "кључ" за читање и постављање одређеног комада. Он може да укључује одлуке о времену и месту радње, стилу глуме, визуелном изгледу представе, као и о томе које аспекте текста редитељ жели посебно да нагласи. Кроз своју интерпретацију, редитељ актуализује класична дела или даје ново читање савременим текстовима.

## Стилови режије
Режија је уметничка форма која је расла са развојем позоришне теорије и позоришне праксе. Са појавом нових трендова у позоришту, редитељи су усвојили нове методологије и укључили се у нове праксе. Интерпретација драме, до краја двадесетог века, постала је централна у редитељском раду. Релативизам и психоаналитичка теорија утицали су на рад иновативних редитеља као што су Питер Брук, Ингмар Бергман, Питер Штајн и Ђорђо Штрелер.
Кимберли Сениор, директорка Осрамоћеног на Бродвеју, објашњава своју улогу режисера речима „Морам да узмем ствари које су раније биле у једној димензији и ставим их у три димензије користећи своју машту и интелект и вештине људи.“
Када се представа отвори (премијера пред редовном публиком), генерално се сматра да су директори позоришта испунили своју функцију. Од тог тренутка па надаље, сценски менаџер је задужен за све суштинске послове.

## Кључне вештине и знања
За успешно бављење позоришном режијом потребне су бројне вештине и знања:
- Дубоко познавање драматургије, историје позоришта и драмске књижевности.
- Развијена уметничка визија и маштовитост.
- Способност аналитичког и критичког мишљења.
- Одличне комуникационе и интерперсоналне вештине за рад са глумцима и осталим сарадницима.
- Лидерске и организационе способности.
- Разумевање сценских техника, сценографије, костимографије, дизајна светла и звука.
- Способност мотивисања и инспирисања ансамбла.

## Образовање
Образовање за позоришне редитеље стиче се на академијама или факултетима драмских уметности, где постоје одсеци или катедре за позоришну режију. У Србији, такве студије нуде, између осталих, Факултет драмских уметности Универзитета уметности у Београду и Академија уметности Универзитета у Новом Саду. Програм студија обично обухвата теоријске предмете из области театрологије, драматургије и историје уметности, као и практичне вежбе режије.

## Историјски развој улоге позоришног редитеља
Улога редитеља у позоришту није увек била дефинисана као данас. У античком грчком позоришту, сам писац комада (дидаскалос) често је био задужен за увежбавање хора и глумаца. У средњовековним представама, ту улогу су имали вође трупа или организатори верских приказа (conducteurs de secrets). У елизабетанско доба, па и касније, глумци-менаџери (попут Шекспира или Молијера) водили су своје трупе и бринули о уметничким аспектима представа.
У античкој Грчкој драматурзи су уједно били и позоришни редитељи а често су узимали учешћа и као глумци. Позоришни редитељи су се називали „didaskalos”, што у преводу значи „учитељ”.
У средњем веку, сложеност вернакуларне верске драме, са њеним великим мистеријама које су често укључивале сценске масе, процесије и разрађене ефекте, давала је улози редитеља (или менаџера сцене или мајстора приредбе) знатну важност. Минијатура Жана Фукеа из 1460. године (на слици) носи један од најранијих приказа редитеља на делу. Држећи књигу дознака, централна фигура, уз помоћ дугачког штапа, усмерава ток инсценације драматизације Мучеништва Свете Аполоније. Према Фукеу, редитељски задаци су укључивали надгледање подизања сцене и сценографије (у то време није било сталних, наменски изграђених позоришних објеката, а представе народне драме углавном су се одвијале на отвореном), глуме и режију глумаца (што је укључивало и новчане казне за оне који су прекршили правила) и обраћање публици на почетку сваког наступа и после сваког прекида.
Од периода ренесансе до 19. века, улогу редитеља је углавном обављао глумац-менаџер. Посао глумца-менаџер обављали су углавном старији глумци и били су одговорни за бирање репертоара, режију као и менаџмент позоришне трупе. То је био случај, на пример, са компанијама Комедија дел арте и енглеским глумцима-менаџерима као што су Коли Сајбер и Дејвид Гарик.
Посао позоришног редитеља какав је данас познат је потекао из рада на продукционо и редитељски захтевним позоришним спектаклима Меинингер трупе којој је покровитељ био војвода Горџ II. Немачка позоришна сцена је, заједно са руском и редитељем Константином Станиславским, била кључна за утицај и развој позоришног редитеља.
Француска реч regisseur се некада користи да означи редитеља, углавном у балету. Устаљенији термин за позоришног редитеља у Француској је metteur en scène.
После Другог светског рата, позиција глумца-менаџера је почињала де јењава, док се позиција позоришног редитеља етаблирала као независна уметничка позиција у позоришту. Оригинална редитељска визија и концепт постали су норма. Значајне личности за брендирање позиције позоришног редитеља и саму историју позоришне режије су: Владимир Немирович-Данченко, Михаел Чехов, Јури Љубимов, Евгеније Вахтангов, Орсон Велс, Питер Брук, Питер Хол, Ђорђо Стрехлер, Бертолт Брехт и Франко Зефирели.
Бројна семинална дела о режији и редитељима укључују рад Тобија Кола и Хелен Крич из 1972. Режисери о режији: Изворник модерног позоришта, књигу Едварда Брауна из 1982. Режисер и сцена: од натурализма до Гротовског и Вилова Режија у променљивом театру (1976).
Модерни концепт позоришног редитеља као централне креативне личности која обједињује све аспекте представе и даје јој јединствен уметнички печат, почиње да се формира у другој половини 19. века. Георг II, војвода од Сакс-Мајнингена, са својом позоришном трупом, сматра се једним од првих модерних редитеља због инсистирања на јединству стила, детаљним пробама и историјски тачним костимима и сценографији. Крајем 19. и почетком 20. века, личности као што су Андре Антоан (оснивач Слободног позоришта у Паризу), Константин Станиславски (са Московским художественим театром и својим "системом" глуме), Всеволод Мејерхољд, Едвард Гордон Крег и Макс Рајнхарт даље су утврдили улогу редитеља као доминантног уметничког ауторитета у позоришту.